# Stojan Danev
Stojan Petrov Danev (Стоян Петров Данев), född 28 januari 1858 i Sjumen, död 30 juli 1949 i Sofia, var en bulgarisk politiker. 
Danev bedrev studier i utlandet och juridisk verksamhet i Bulgarien. Han tillhörde det ryssvänliga tsankovistiska partiet och blev efter Stefan Stambolovs fall 1894 vicepresident i sobranjen (riksdagen), inträdde 1901 i Petko Karavelovs ministär som utrikes- och kultusminister och blev efter dess avgång i januari 1902 ministerpresident med bibehållande av utrikesportföljen. Hans styrelse präglades av en mycket nära anslutning till Ryssland, och av hänsyn till dess politik måste han söka lägga band på den vid denna tid våldsamma makedoniska agitationen. Efter upprepade rekonstruktioner avgick hans kabinett i maj 1903.
Som ledare för det tsankovistiska partiet och valdes Danev 1911 till president i sobranjen. Han användes under första Balkankriget (1912–13) i olika diplomatiska uppdrag, bland annat som Bulgariens främste delegat vid konferenserna i London. Efter att i juni 1913 ha efterträtt Ivan Gesjov som ministerpresident ledde Danev Bulgariens politik under de kritiska veckor, som föregick det andra Balkankriget, utan att dock vidkännas ansvaret för dess utbrott genom de bulgariska truppernas överfall på serber och greker 29 juni; han avgick under det olyckliga krigets fortgång i juli samma år. Danev, som var motståndare till Bulgariens deltagande i första världskriget, var under slutet av 1918 och en del av 1919 finansminister i Teodor Teodorovs ministär.